# Lahitte (Gers)
Pour les articles homonymes, voir Lahitte.
Lahitte (La Hita en gascon) est une commune française située dans l'est du département du Gers en région Occitanie. Sur le plan historique et culturel, la commune est dans le Pays d'Auch, un territoire céréalier et viticole qui s'est également constitué en pays au sens aménagement du territoire en 2003.
Exposée à un climat océanique altéré, elle est drainée par le ruisseau de Larroussagnet et par divers autres petits cours d'eau. La commune possède un patrimoine naturel remarquable composé d'une zone naturelle d'intérêt écologique, faunistique et floristique.
Lahitte est une commune rurale qui compte 233 habitants en 2022, après avoir connu une forte hausse de la population depuis 1962. Elle fait partie de l'aire d'attraction d'Auch. Ses habitants sont appelés les Lahittois ou  Lahittoises.
Le patrimoine architectural de la commune comprend un immeuble protégé au titre des monuments historiques : l'église Saint-André, inscrite en 1947.

## Géographie

### Localisation
Lahitte est une commune de la région historique et culturelle de Gascogne située dans l'aire d'attraction d'Auch.

### Communes limitrophes
Elle est limitrophe avec trois communes :
Les communes limitrophes sont  Leboulin, Marsan et Montégut.
|          | Leboulin |        |
|          | Lahitte  | Marsan |
| Montégut |          |        |

### Géologie et relief
Lahitte se situe en zone de sismicité 1 (sismicité très faible).

### Hydrographie

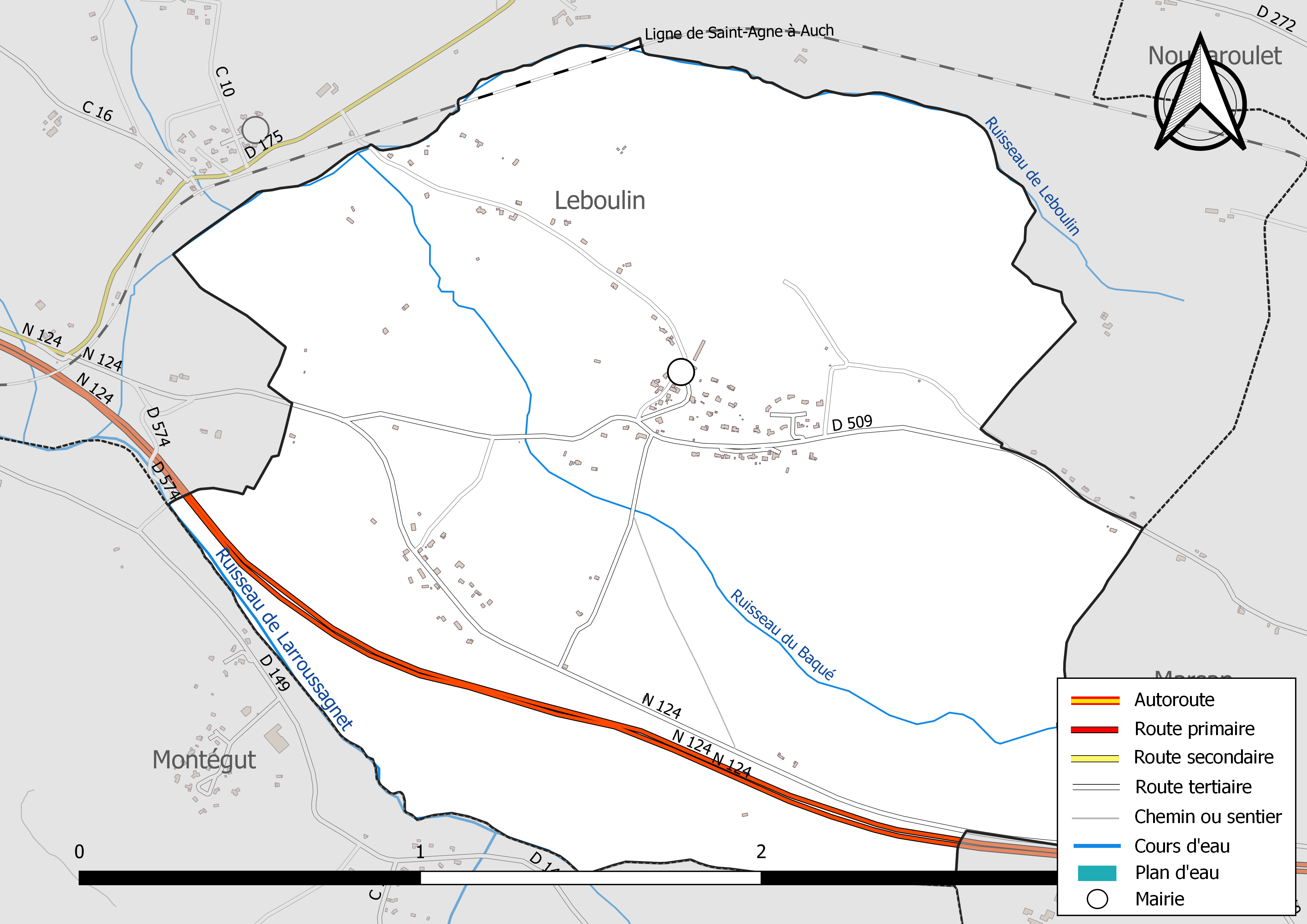
Réseaux hydrographique et routier de Lahitte.

La commune est dans le bassin de la Garonne, au sein du bassin hydrographique Adour-Garonne. Elle est drainée par le ruisseau de Larroussagnet, le ruisseau de Leboulin, le ruisseau des Carrerasses, le ruisseau du Baqué et par un petit cours d'eau, qui constituent un réseau hydrographique de 6 km de longueur totale,.

### Climat
Pour des articles plus généraux, voir Climat de l'Occitanie et Climat du Gers.
En 2010, le climat de la commune est de type climat du Bassin du Sud-Ouest, selon une étude s'appuyant sur une série de données couvrant la période 1971-2000. En 2020, Météo-France publie une typologie des climats de la France métropolitaine dans laquelle la commune est exposée à un climat océanique altéré et est dans la région climatique Aquitaine, Gascogne, caractérisée par une pluviométrie abondante au printemps, modérée en automne, un faible ensoleillement au printemps, un été chaud (19,5 °C), des vents faibles, des brouillards fréquents en automne et en hiver et des orages fréquents en été (15 à 20 jours).
Pour la période 1971-2000, la température annuelle moyenne est de 12,9 °C, avec une amplitude thermique annuelle de 15,7 °C. Le cumul annuel moyen de précipitations est de 774 mm, avec 10 jours de précipitations en janvier et 6,1 jours en juillet. Pour la période 1991-2020, la température moyenne annuelle observée sur la station météorologique la plus proche, située sur la commune d'Auch à 8 km à vol d'oiseau, est de 13,5 °C et le cumul annuel moyen de précipitations est de 695,8 mm,. Pour l'avenir, les paramètres climatiques de la commune estimés pour 2050 selon différents scénarios d'émission de gaz à effet de serre sont consultables sur un site dédié publié par Météo-France en novembre 2022.

### Milieux naturels et biodiversité

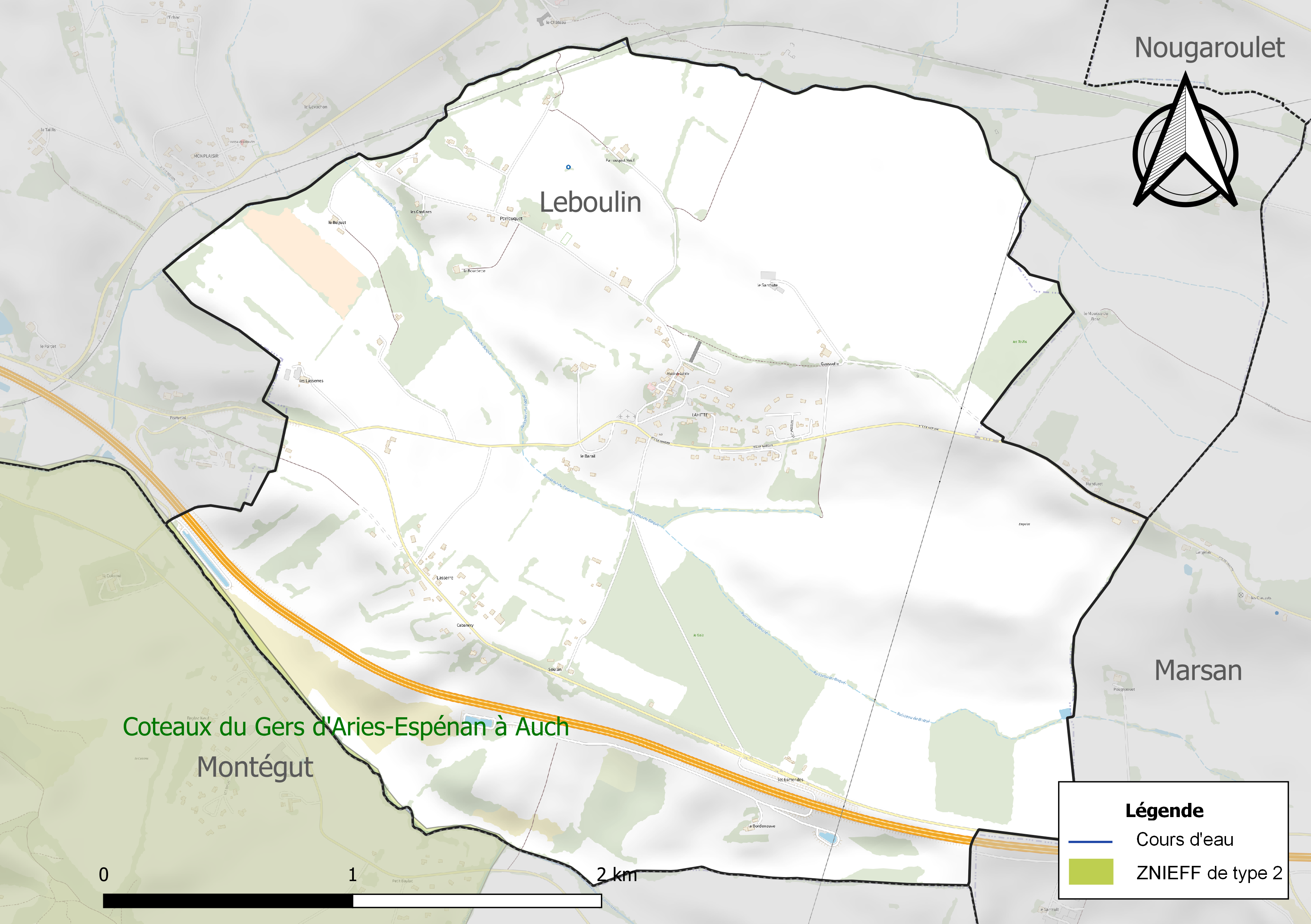
Carte de la ZNIEFF de type 2 localisée sur la commune.

L’inventaire des zones naturelles d'intérêt écologique, faunistique et floristique (ZNIEFF) a pour objectif de réaliser une couverture des zones les plus intéressantes sur le plan écologique, essentiellement dans la perspective d’améliorer la connaissance du patrimoine naturel national et de fournir aux différents décideurs un outil d’aide à la prise en compte de l’environnement dans l’aménagement du territoire.
Une ZNIEFF de type 2 est recensée sur la commune :
les « coteaux du Gers d'Aries-Espénan à Auch » (13 191 ha), couvrant 31 communes dont 28 dans le Gers et trois dans les Hautes-Pyrénées.

## Urbanisme

### Typologie
Au 1er janvier 2024, Lahitte est catégorisée commune rurale à habitat dispersé, selon la nouvelle grille communale de densité à sept niveaux définie par l'Insee en 2022.
Elle est située hors unité urbaine. Par ailleurs la commune fait partie de l'aire d'attraction d'Auch, dont elle est une commune de la couronne,. Cette aire, qui regroupe 112 communes, est catégorisée dans les aires de 50 000 à moins de 200 000 habitants,.

### Occupation des sols
L'occupation des sols de la commune, telle qu'elle ressort de la base de données européenne d’occupation biophysique des sols Corine Land Cover (CLC), est marquée par l'importance des territoires agricoles (100 % en 2018), une proportion identique à celle de 1990 (100 %). La répartition détaillée en 2018 est la suivante : 
terres arables (58,3 %), zones agricoles hétérogènes (41,7 %). L'évolution de l’occupation des sols de la commune et de ses infrastructures peut être observée sur les différentes représentations cartographiques du territoire : la carte de Cassini (XVIIIe siècle), la carte d'état-major (1820-1866) et les cartes ou photos aériennes de l'IGN pour la période actuelle (1950 à aujourd'hui).

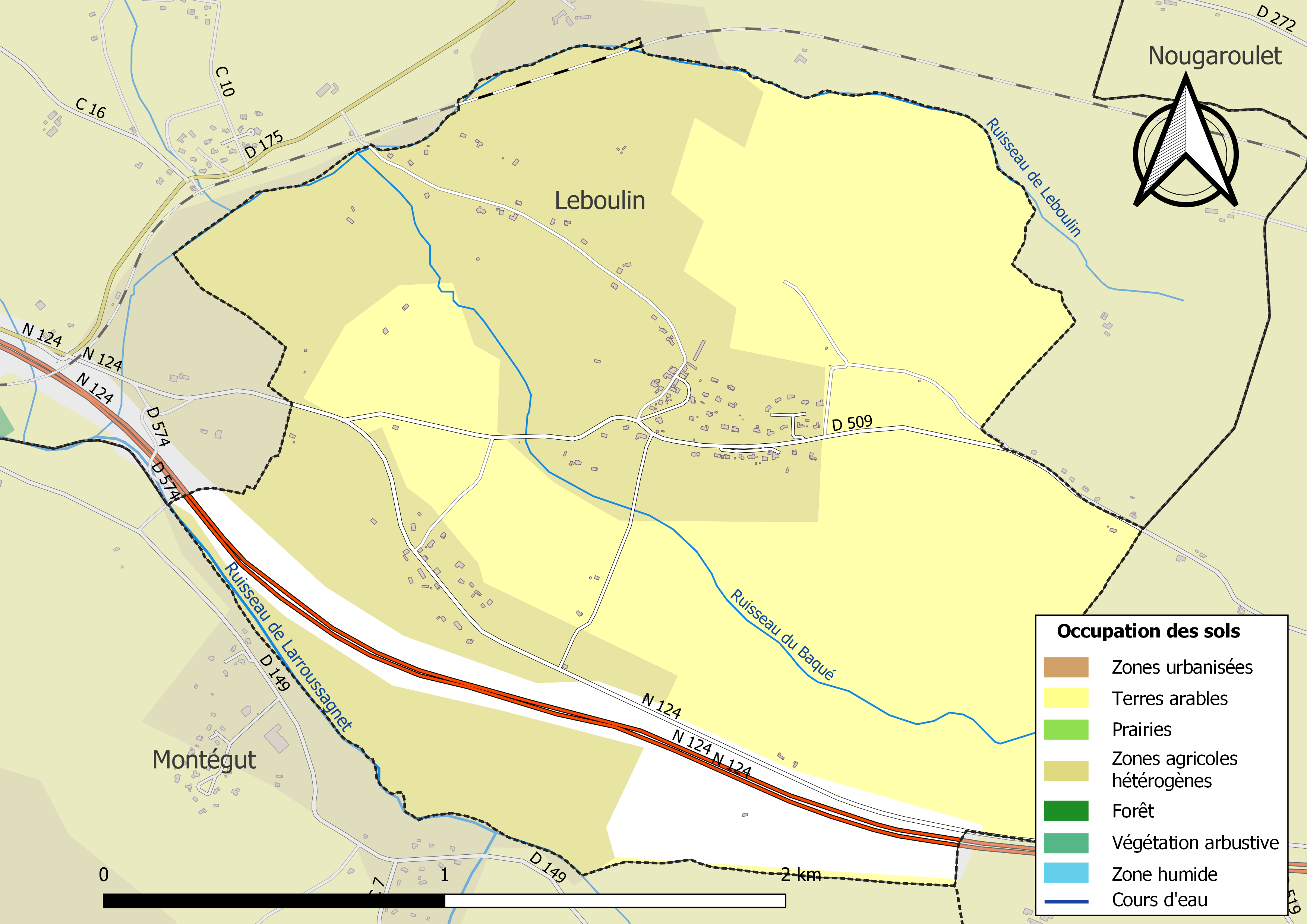
Carte des infrastructures et de l'occupation des sols de la commune en 2018 (CLC).

### Voies de communications et transports
Le sud de la commune est traversé d'ouest en est par la route nationale 124 qui relie Auch à Toulouse.

### Risques majeurs
Le territoire de la commune de Lahitte est vulnérable à différents aléas naturels : météorologiques (tempête, orage, neige, grand froid, canicule ou sécheresse) et séisme (sismicité très faible). Un site publié par le BRGM permet d'évaluer simplement et rapidement les risques d'un bien localisé soit par son adresse soit par le numéro de sa parcelle.

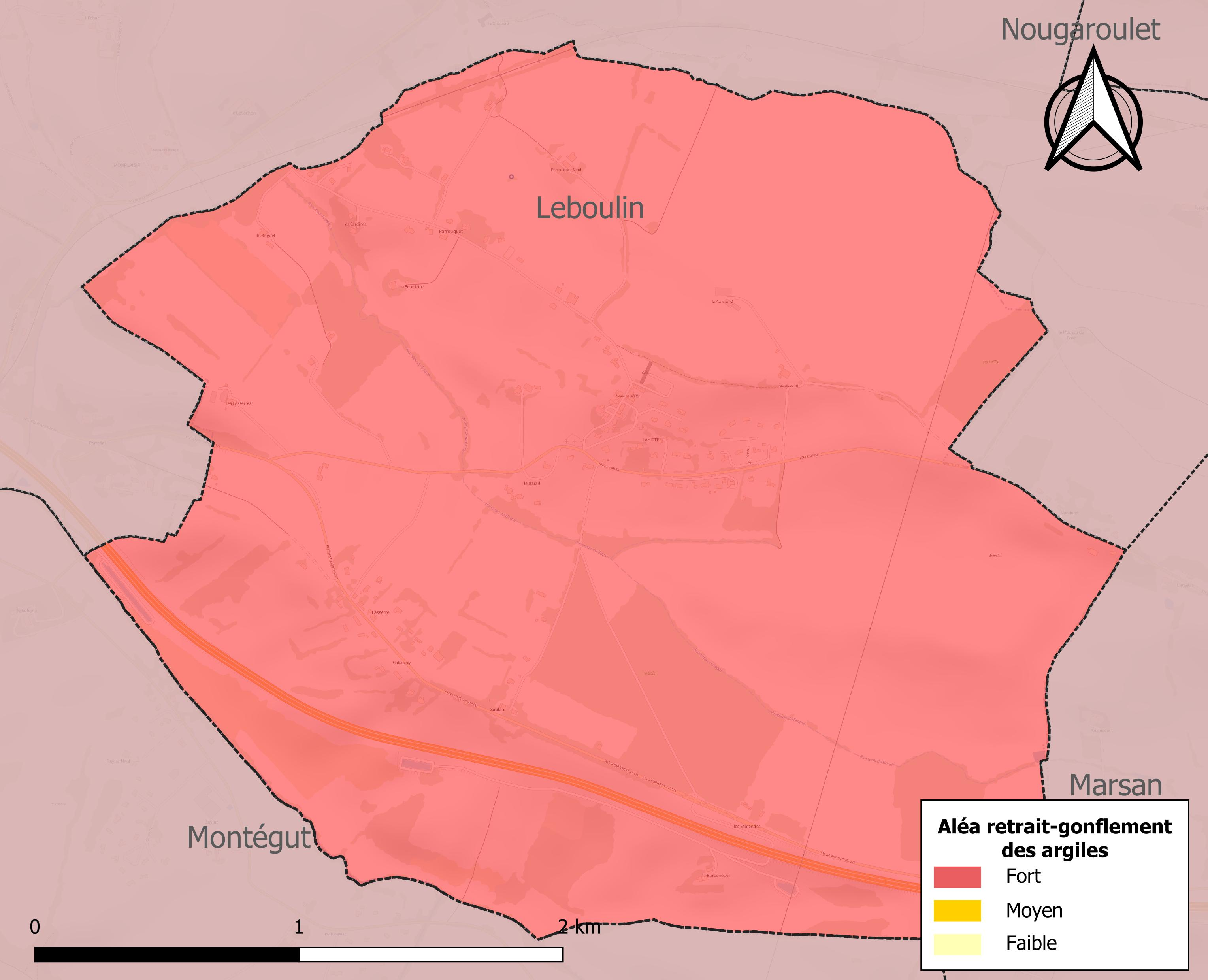
Carte des zones d'aléa retrait-gonflement des sols argileux de Lahitte.

Le retrait-gonflement des sols argileux est susceptible d'engendrer des dommages importants aux bâtiments en cas d’alternance de périodes de sécheresse et de pluie. La totalité de la commune est en aléa moyen ou fort (94,5 % au niveau départemental et 48,5 % au niveau national). Sur les 111 bâtiments dénombrés sur la commune en 2019, 111 sont en aléa moyen ou fort, soit 100 %, à comparer aux 93 % au niveau départemental et 54 % au niveau national. Une cartographie de l'exposition du territoire national au retrait gonflement des sols argileux est disponible sur le site du BRGM,.
Par ailleurs, afin de mieux appréhender le risque d’affaissement de terrain, l'inventaire national des cavités souterraines permet de localiser celles situées sur la commune.
La commune a été reconnue en état de catastrophe naturelle au titre des dommages causés par les inondations et coulées de boue survenues en 1999 et 2009. Concernant les mouvements de terrains, la commune a été reconnue en état de catastrophe naturelle au titre des dommages causés par la sécheresse en 1989, 2003, 2006, 2016 et 2019 et par des mouvements de terrain en 1999.

## Toponymie

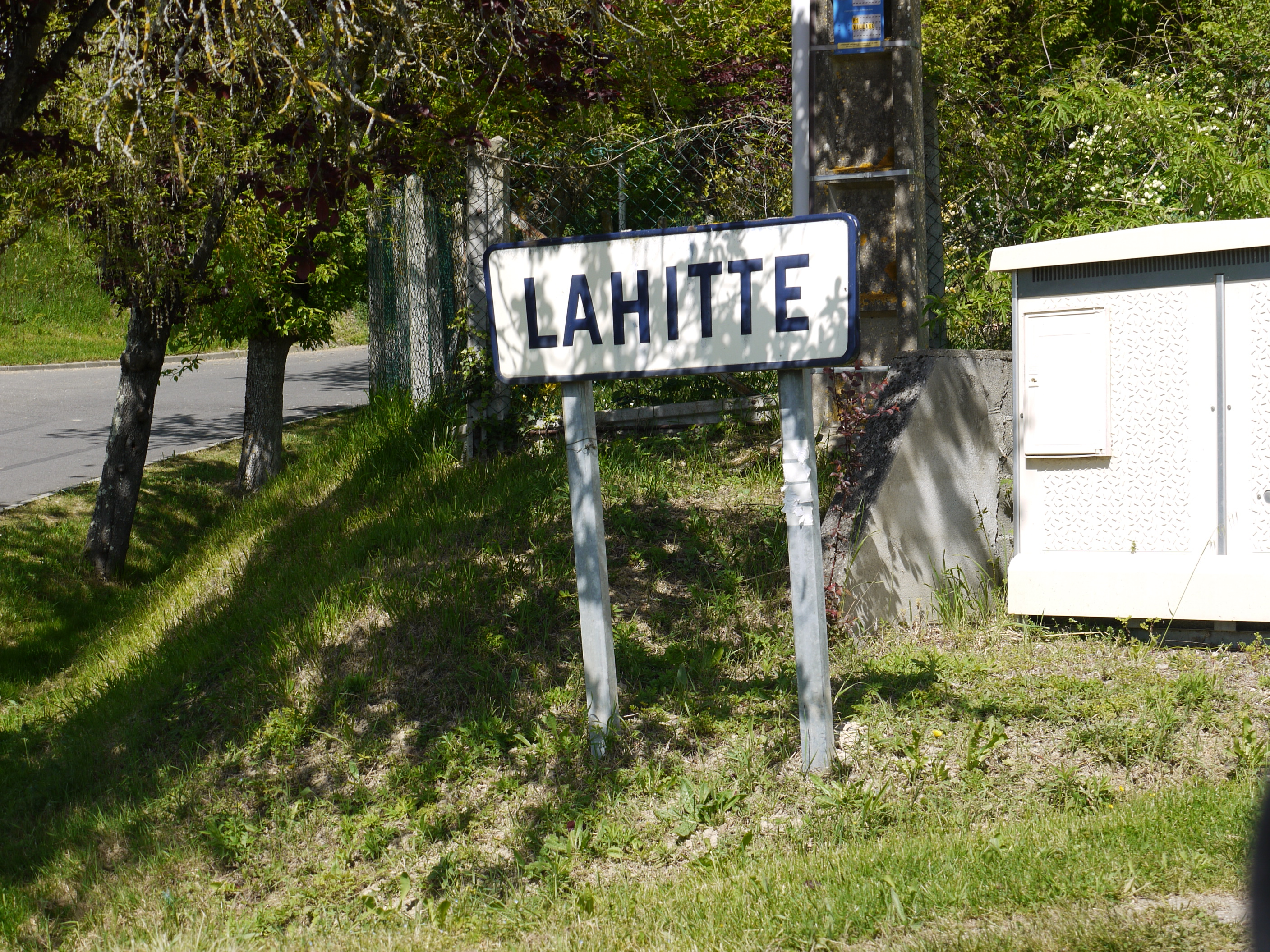
Panneau indiquant l'entrée sud de Lahitte.

L'ancienne expression latine ficta petra, pour une pierre fichée, désigne des anciennes bornes de limites de territoire ou des jalons sur des routes. L'évolution en fitta ou hitta en gascon a donné Lahitte.

## Gentilé
Les habitants de la commune se nomment les Lahittois.

## Histoire
Lahitte est au Moyen Âge le fief de la famille du Cos de la Hitte dont le château est cité en 1150 dans le cartulaire de Gimont. Les coutumes, dont une reproduction se trouve à la mairie de la commune, sont rédigées en 1230 par noble Odet du Cos, seigneur de la Hitte. La charte originale est conservée par la famille. Le château fortifié est incendié en 1670. Il en subsiste une salle devenue l'église Sainte-André, laquelle, de ce fait, n'est pas orientée, et la tour devenue, après avoir été rabaissée, le clocher de l'église.

## Politique et administration

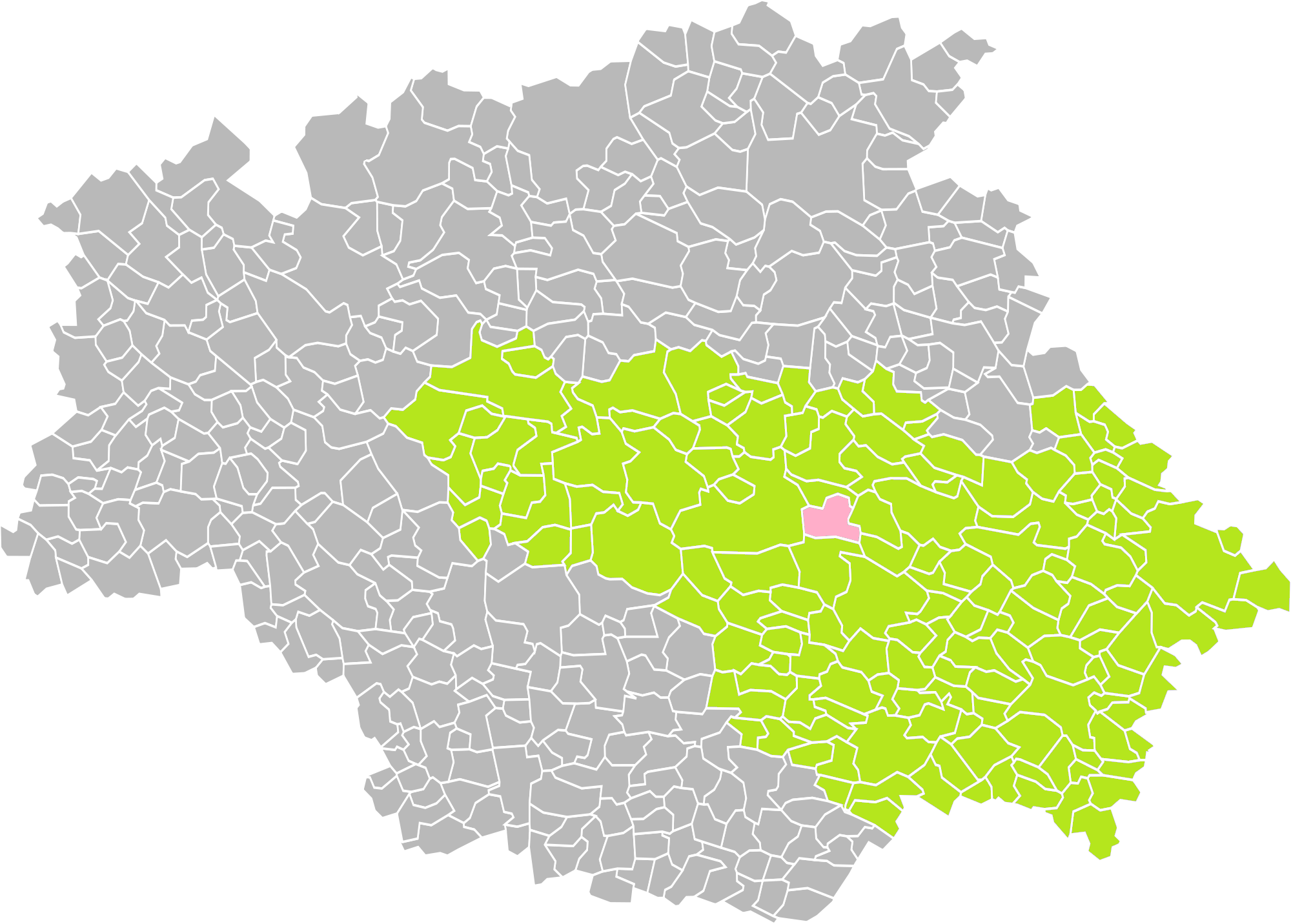
Situation de Lahitte dans l'arrondissement d'Auch et le département du Gers.

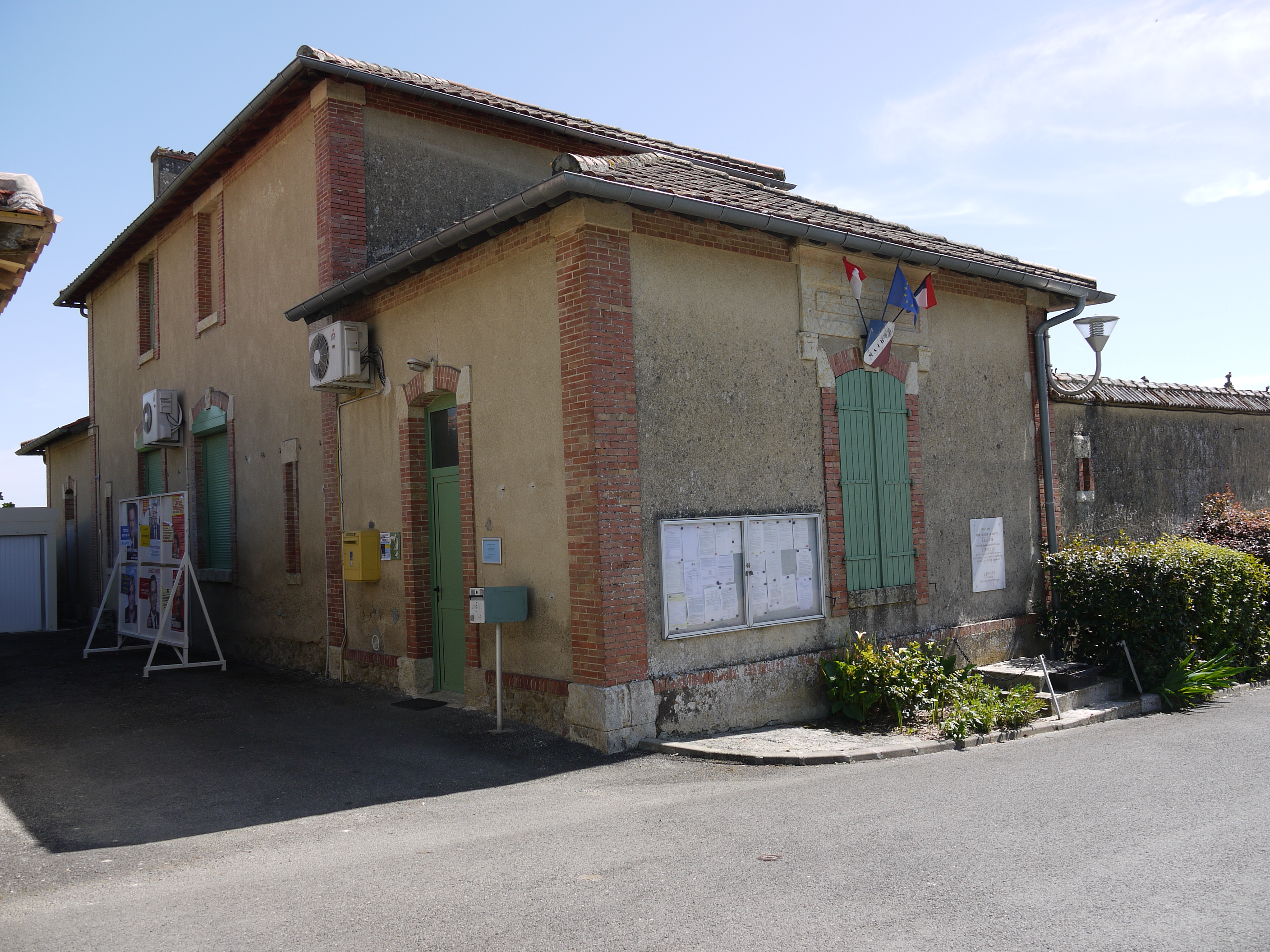
La mairie.

Lahitte fait partie de l'arrondissement d'Auch et du canton d'Auch-2.

### Liste des maires
| Période                                  | Période  | Identité           | Étiquette | Qualité                                                               |
| ---------------------------------------- | -------- | ------------------ | --------- | --------------------------------------------------------------------- |
| 1977                                     | 2014     | Alain Sorbadère    | PS        | Conseiller général du canton d'Auch-Nord-Est (1988-1992 et 1998-2015) |
| 2014                                     | 2020     | Robert Campguilhem | DVG       | Retraité de l'enseignement                                            |
| 2020                                     | En cours | Christian Dareoux  |           |                                                                       |
| Les données manquantes sont à compléter. |          |                    |           |                                                                       |

## Intercommunalité
La commune fait partie de la Communauté d'agglomération Grand Auch Cœur de Gascogne.

### Enseignement

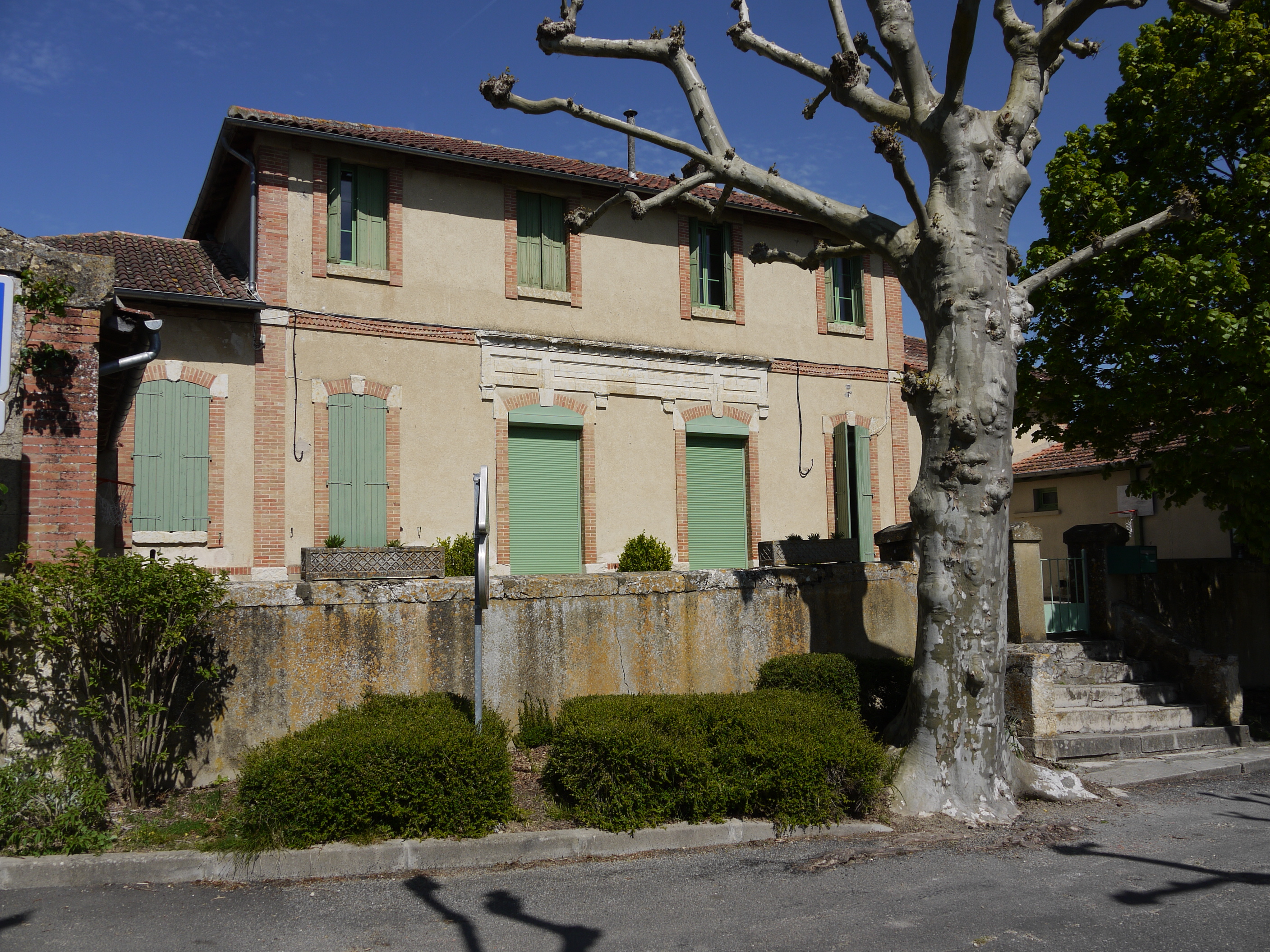
L'ancienne école

## Population et société

### Démographie
| 1793 | 1800 | 1806 | 1821 | 1831 | 1841 | 1846 | 1851 | 1856 |
| ---- | ---- | ---- | ---- | ---- | ---- | ---- | ---- | ---- |
| 158  | 157  | 171  | 149  | 199  | 201  | 219  | 196  | 193  |

| 1861 | 1866 | 1872 | 1876 | 1881 | 1886 | 1891 | 1896 | 1901 |
| ---- | ---- | ---- | ---- | ---- | ---- | ---- | ---- | ---- |
| 185  | 156  | 134  | 163  | 161  | 144  | 127  | 139  | 128  |

| 1906 | 1911 | 1921 | 1926 | 1931 | 1936 | 1946 | 1954 | 1962 |
| ---- | ---- | ---- | ---- | ---- | ---- | ---- | ---- | ---- |
| 120  | 125  | 126  | 124  | 110  | 125  | 111  | 112  | 119  |

| 1968 | 1975 | 1982 | 1990 | 1999 | 2006 | 2007 | 2012 | 2017 |
| ---- | ---- | ---- | ---- | ---- | ---- | ---- | ---- | ---- |
| 134  | 143  | 148  | 182  | 185  | 239  | 247  | 255  | 247  |

| 2022 | - | - | - | - | - | - | - | - |
| ---- | - | - | - | - | - | - | - | - |
| 233  | - | - | - | - | - | - | - | - |

## Économie

### Revenus
En 2018  (données Insee publiées en septembre 2021), la commune compte 98 ménages fiscaux, regroupant 246 personnes. La médiane du revenu disponible par unité de consommation est de 24 890 € (20 820 € dans le département).

### Emploi
|                | 2008  | 2013  | 2018  |
| -------------- | ----- | ----- | ----- |
| Commune        | 5,3 % | 6,4 % | 5,7 % |
| Département    | 6,1 % | 7,5 % | 8,2 % |
| France entière | 8,3 % | 10 %  | 10 %  |

En 2018, la population âgée de 15 à 64 ans s'élève à 150 personnes, parmi lesquelles on compte 78,3 % d'actifs (72,6 % ayant un emploi et 5,7 % de chômeurs) et 21,7 % d'inactifs,. Depuis 2008, le taux de chômage communal (au sens du recensement) des 15-64 ans est inférieur à celui de la France et du département.
La commune fait partie de la couronne de l'aire d'attraction d'Auch, du fait qu'au moins 15 % des actifs travaillent dans le pôle,. Elle compte 22 emplois en 2018, contre 19 en 2013 et 15 en 2008. Le nombre d'actifs ayant un emploi résidant dans la commune est de 110, soit un indicateur de concentration d'emploi de 20,4 % et un taux d'activité parmi les 15 ans ou plus de 59,3 %.
Sur ces 110 actifs de 15 ans ou plus ayant un emploi, 12 travaillent dans la commune, soit 11 % des habitants. Pour se rendre au travail, 92,2 % des habitants utilisent un véhicule personnel ou de fonction à quatre roues, 2,6 % les transports en commun, 3,5 % s'y rendent en deux-roues, à vélo ou à pied et 1,7 % n'ont pas besoin de transport (travail au domicile).

### Activités hors agriculture
5 établissements sont implantés  à Lahitte au 31 décembre 2019.
Le secteur de l'industrie manufacturière, des industries extractives et autres est prépondérant sur la commune puisqu'il représente 40 % du nombre total d'établissements de la commune (2 sur les 5 entreprises implantées  à Lahitte), contre 12,3 % au niveau départemental.

### Agriculture
|               | 1988 | 2000 | 2010 | 2020 |
| ------------- | ---- | ---- | ---- | ---- |
| Exploitations | 11   | 10   | 5    | 5    |
| SAU (ha)      | 432  | 250  | 26   | 310  |

La commune est dans le « Haut-Armagnac », une petite région agricole occupant le centre du département du Gers. En 2020, l'orientation technico-économique de l'agriculture  sur la commune est la culture de céréales et/ou d'oléoprotéagineuses. Cinq exploitations agricoles ayant leur siège dans la commune sont dénombrées lors du recensement agricole de 2020 (onze en 1988). La superficie agricole utilisée est de 310 ha,,.

## Culture locale et patrimoine

### Lieux et monuments
- Chartreuse du XVIIIe siècle construite en 1750 pour la famille du Cos de la Hitte[19] ;
- Moulin à vent du XIXe siècle au lieu-dit « Gausselin »[19] ;
- L'église Sainte-André, construite vers 1860, avec son clocher-tour du XIIIe siècle ( Inscrit MH (1947))[19] ;
- Fontaine de dévotion à sainte Radegonde[19] ;
- Source « de la Grotte » au centre du village[19].

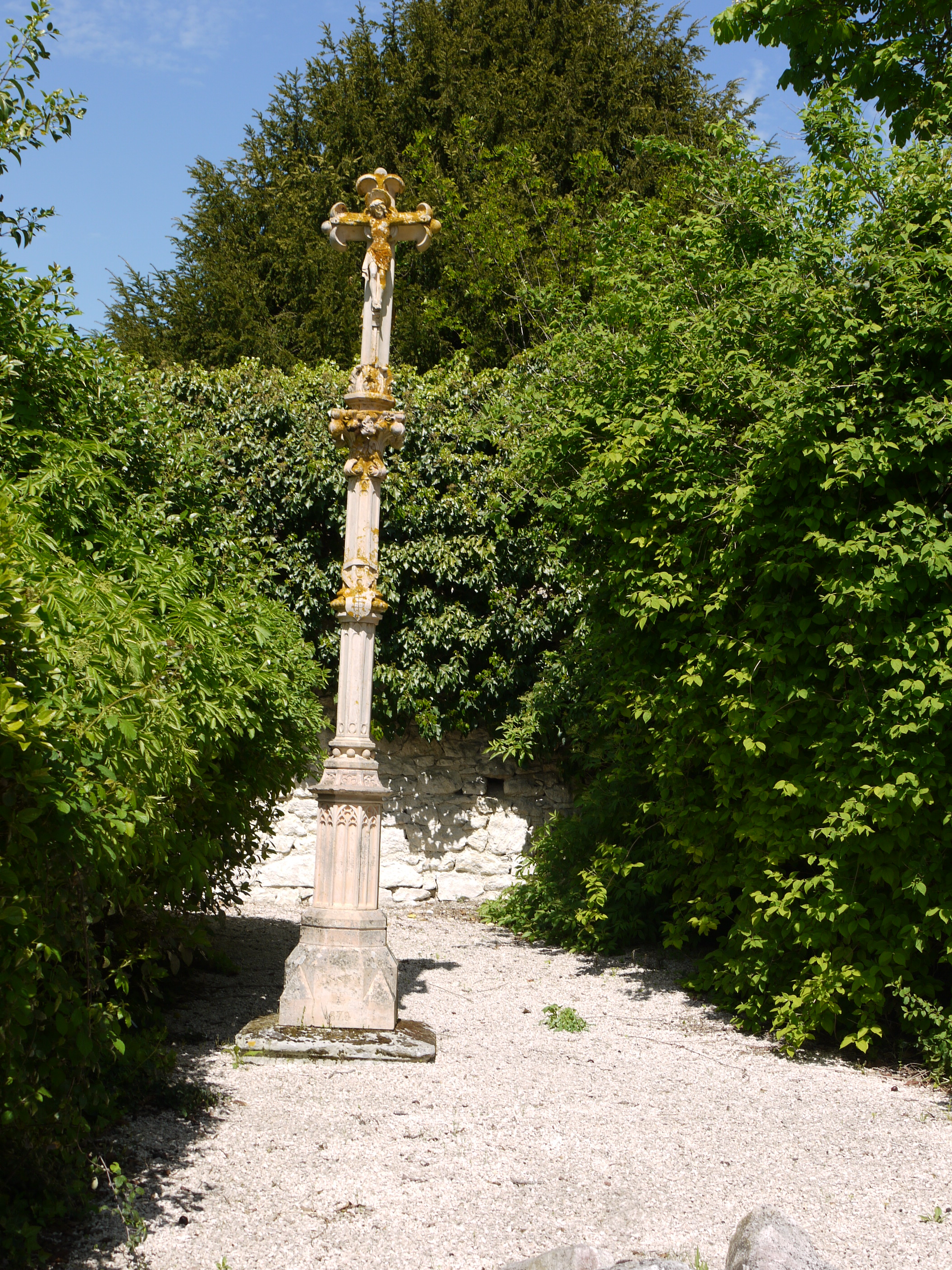
Croix en haut du village
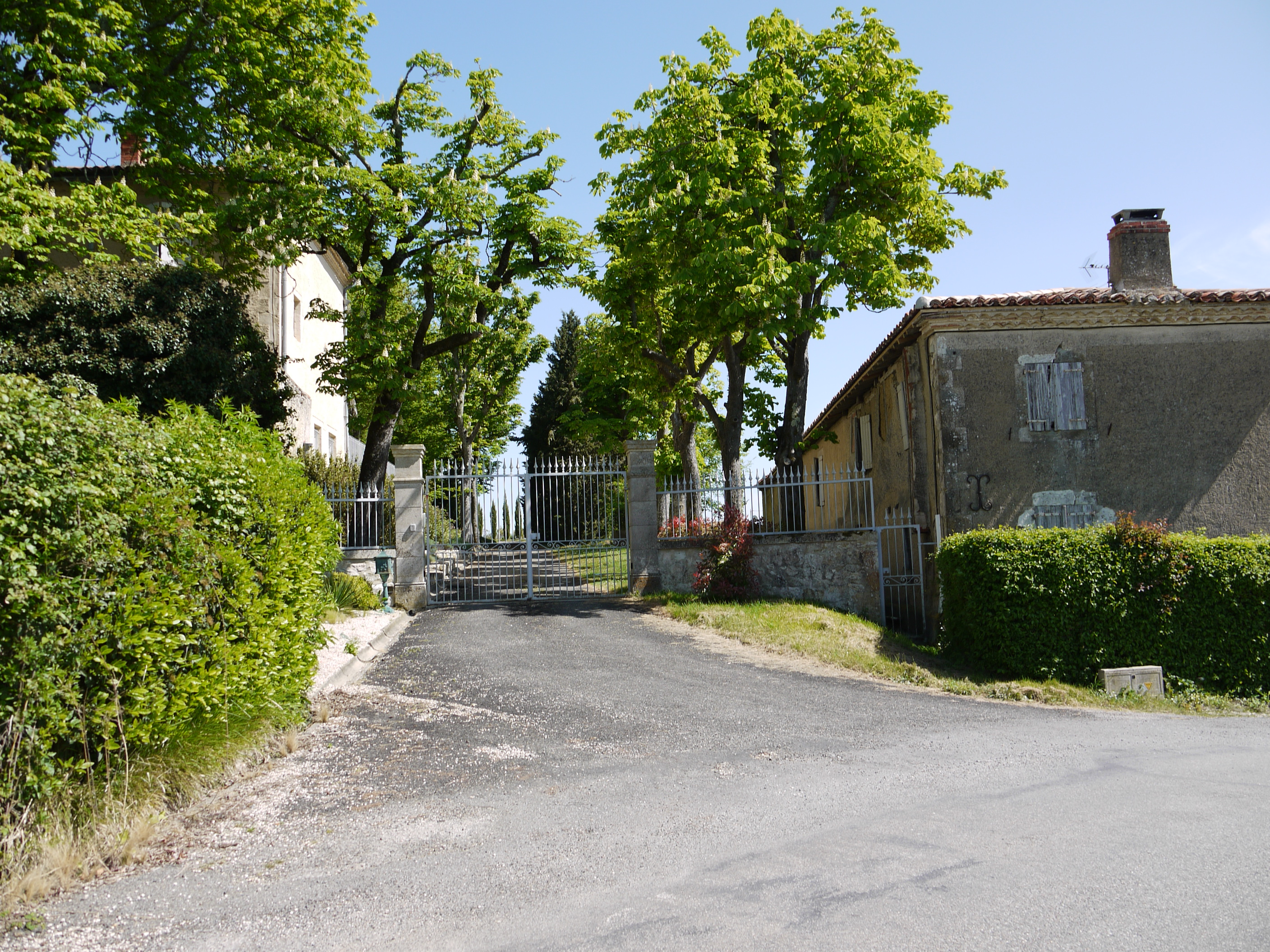
L'entrée du château
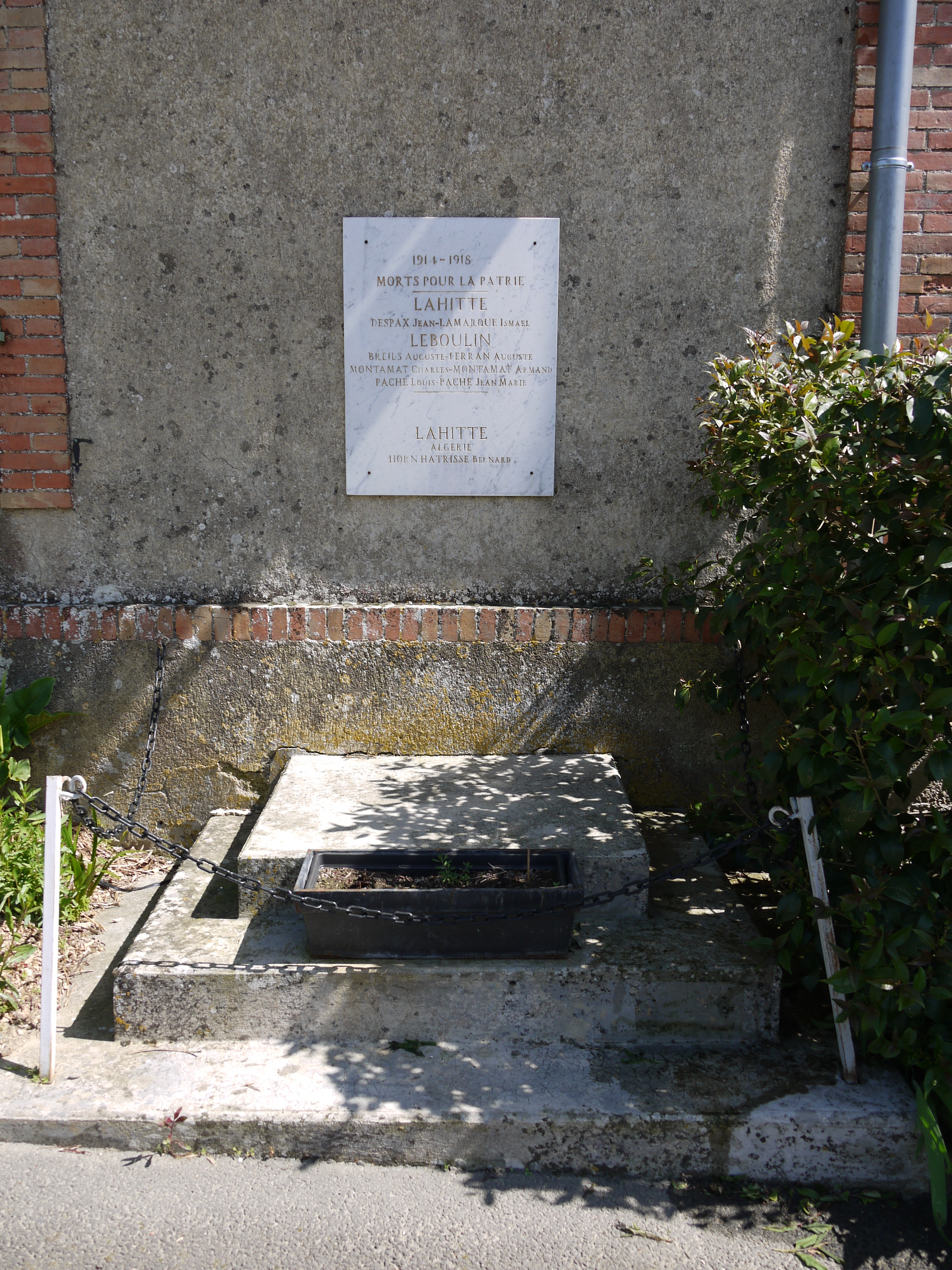
Le monument aux morts
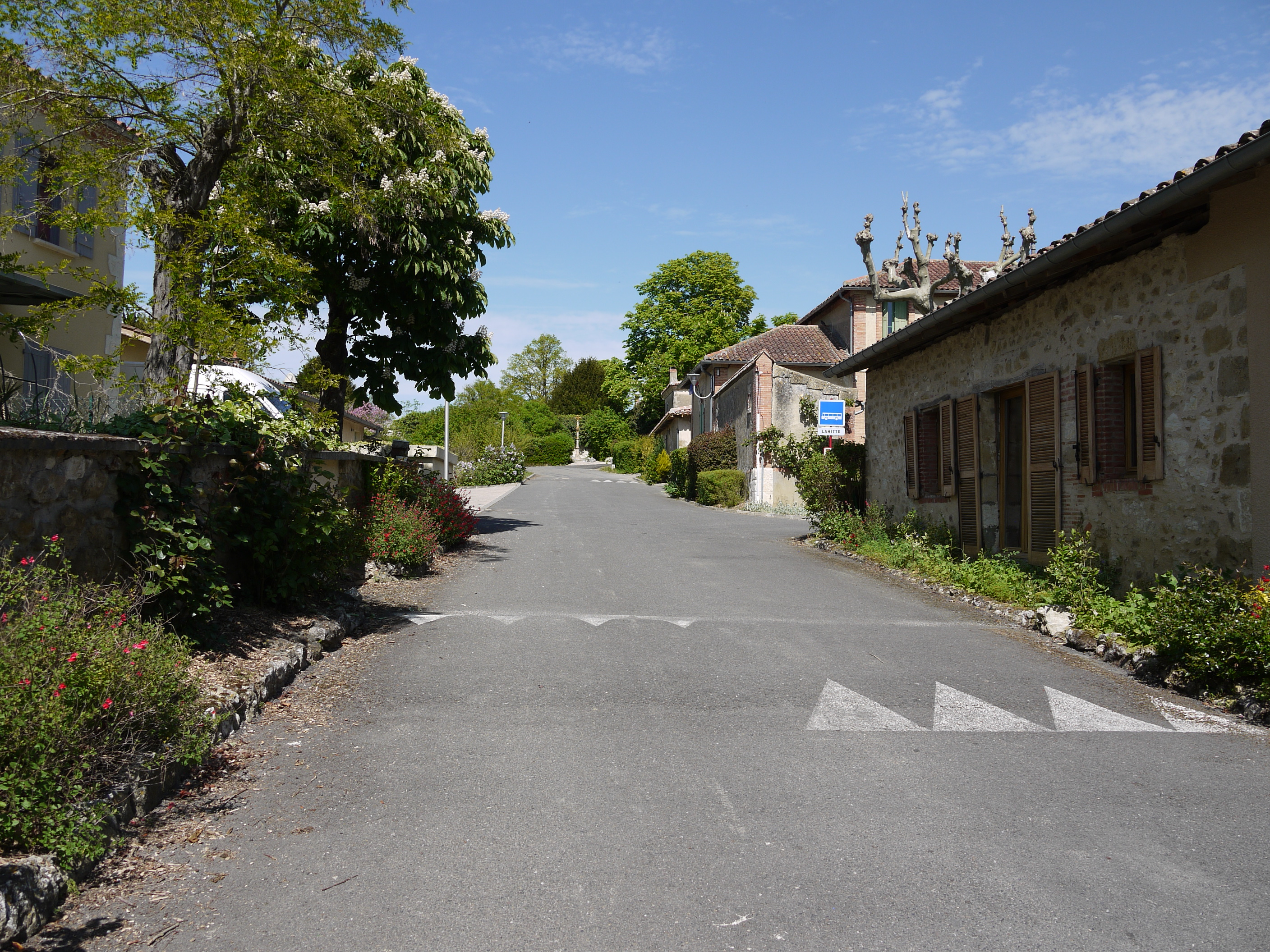
La rue principale
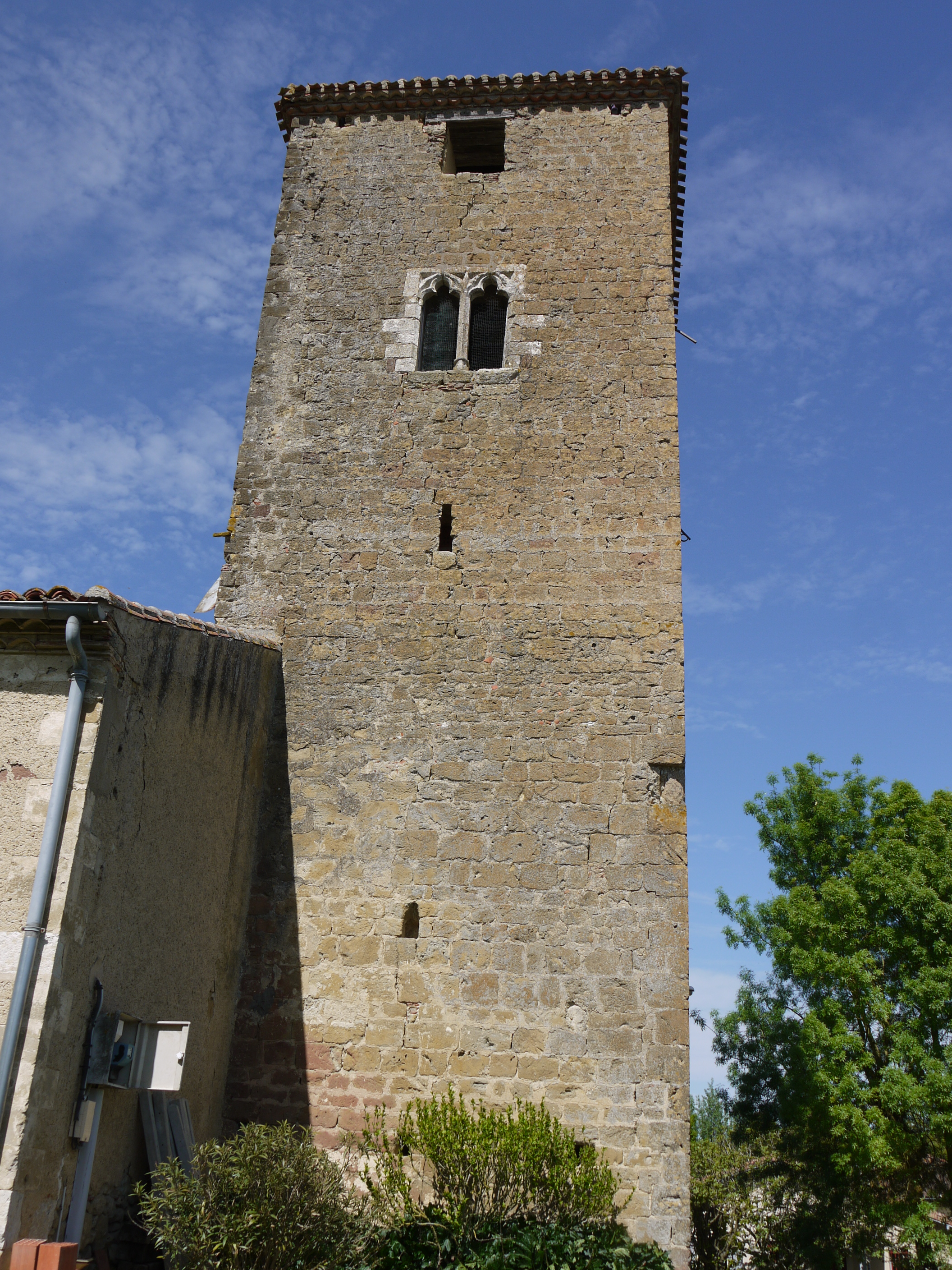
Le clocher de l'église.

### Héraldique
Les armoiries de Lahitte se blasonnent ainsi : « d'azur à l'épée d'or posée en bande, la pointe en haut, traversant un cœur d'or, accompagné de trois étoiles aussi d'or, deux en chef et l'autre en pointe ». Elles sont supportées, à dextre, par « un cerf de couleur naturelle », à senestre, par « un lion de même, dressés tous deux sur leurs pattes de derrière et celles de devant posées sur l'écu » et portent à l'arrière la devise « Fortitude et Celeritas ». L'auteur de la notice consacrée à Lahitte, dans l'ouvrage sur le département du Gers dirigé par Georges Courtès, les donne pour les armes de la commune.

### Personnalités liées à la commune
- Famille du Cos de la Hitte[19]
- Ferdinand et Lucie Durband, justes parmi les nations